# Tour della nazionale maschile di rugby a 15 della Francia 2003
Nel periodo tra le edizioni della Coppa del Mondo di rugby del 1999 e del 2003, la Nazionale francese di Rugby Union si è recata varie volte in tour oltremare.
Nel 2003 si reca in Argentina e Nuova Zelanda.  Come già nel 2002, la Francia perde tutti e tre i match .
| Buenos Aires 14 giugno 2003 | Argentina | 10 – 6 | Francia | Stadio R. Etcheverri |

| Buenos Aires 21 giugno 2003 | Argentina | 33 – 32 | Francia | Stadio R. Etcheverri |

| Christchurch 28 giugno 2003 | Nuova Zelanda | 31 – 23 | Francia |  |